# Ridin' High (Jerry Jeff Walker)
| Recensione | Giudizio |
| ---------- | -------- |
| AllMusic   | [ 1 ]    |

Ridin' High è il settimo album discografico di Jerry Jeff Walker (sulla copertina è riportato a nome Jerry Jeff), pubblicato dall'etichetta discografica MCA Records nel 1975.

## Tracce
Lato A
1. Public Domain – 3:29 (Bob Livingston, Gary Nunn)
2. Pick Up the Tempo – 3:48 (Willie Nelson)
3. Like a Coat from the Cold – 3:32 (Guy Clark)
4. I Love You – 3:46 (Jerry Jeff Walker)
5. Night Rider's Lament – 4:55 (Michael Burton)

Durata totale: 19:30
Lato B
1. Goodbye Easy Street – 3:10 (John Inmon)
2. Pot Can't Call the Kettle Black – 3:06 (Billy C)
3. Mississippi You're on My Mind – 4:22 (Jessie Winchester)
4. Jaded Lover – 3:58 (Chuck Pyle)
5. Pissin' in the Wind – 4:02 (Jerry Jeff Walker)

Durata totale: 18:38

## Musicisti
The Lost Gonzo Band
- Jerry Jeff Walker - voce
- Gary Nunn
- Donny Dolan
- Kelly Dunn
- John Inmon
- Bob Livingston
- Tomas Ramirez

Altri musicisti:
- David Briggs
- Norbert Putnam
- Weldon Speedy Merrick
- Johnny Gimble - fiddle
- Kenny Buttry (Buttrey)

Note aggiuntive:
- Michael Brovsky - produttore
- Registrazioni effettuate al Quadraphonic Studios di Nashville ed al The Barn di Woodstock, New York
- Gene Eichelberger - ingegnere delle registrazioni
- Remixaggio eseguito al Quadraphonic Studios di Nashville
- Gene Eichelberger e Michael Brovsky - ingegneri del remixaggio[2]
- Nelle note interne dell'album non sono specificati gli strumenti suonati dai singoli musicisti (probabilmente simile all'album precedente per quanto riguarda la band di Jerry Jeff Walker)
- Alcune fonti[3] fanno risalire la registrazione al 31 luglio 1975 (non riportato nelle note interne dell'ellepì)

## Classifica
Album
| Anno | Classifica         | Posizione raggiunta |
| ---- | ------------------ | ------------------- |
| 1975 | Top Country Albums | 14                  |
| 1975 | Billboard 200      | 119                 |

Singoli
| Anno | Titolo del brano | Classifica        | Posizione raggiunta |
| ---- | ---------------- | ----------------- | ------------------- |
| 1976 | Jaded Lover      | Hot Country Songs | 54                  |